# ナイジェル・ブラッドハム
ナイジェル・ブラッドハム（Nigel Bradham 1989年9月4日- ）はフロリダ州クローフォードビル出身の元アメリカンフットボール選手。現役時代のポジションはラインバッカー。

## 経歴

### プロ入りまで
高校2年次には145タックル、8サック、4インターセプト、2TD、3年次には145タックル、12サック、4TDをあげた。高校3年間で430タックル以上、20サックをあげた。
彼はパレード、SuperPrep、USAトゥデイなどからオールアメリカンに選ばれた。2008年のUSアーミーアメリカンボウルで4タックルをあげて、ホールトロフィーのファイナリストにも選ばれた。
Rivals.com には5つ星の評価をされ、アウトサイドラインバッカーとしては1位にランクされた。
高校在学中の2008年、CSTVのトム・レミングより、デリック・ブルックスと比較され、高く評価された。
多くの大学から奨学金のオファーを受けていたが、2007年4月、フロリダ州立大学への進学を決断した。
大学1年次の2008年は、ローテーションで起用され、主にウィークサイドのラインバッカーとしてプレーした。マイアミ大学戦で初先発を果たした。この年29タックルをあげた。
2年次の2009年には12試合に先発出場し、チームトップの93タックル（62ソロタックル）、2サック、1インターセプト、2ファンブルリカバーをあげた。この年、カレッジフットボールニュースより、2年生のオールアメリカンに選ばれた。
3年次の2010年には全14試合に先発出場、チームトップの98タックル（54ソロタックル）、5サックをあげた。
4年次の2011年にはチームキャプテンを務め、86タックルをあげて、全米4位にランクされるディフェンスを率いた。
2年次から4年次までは37試合に先発出場し、3年連続でチーム1のタックルをあげた。フロリダ州立大学の選手で3年連続チーム1のタックルをあげたことは、1990年から1992年に在籍したマービン・ジョーンズ以来のことであった。

### バッファロー・ビルズ

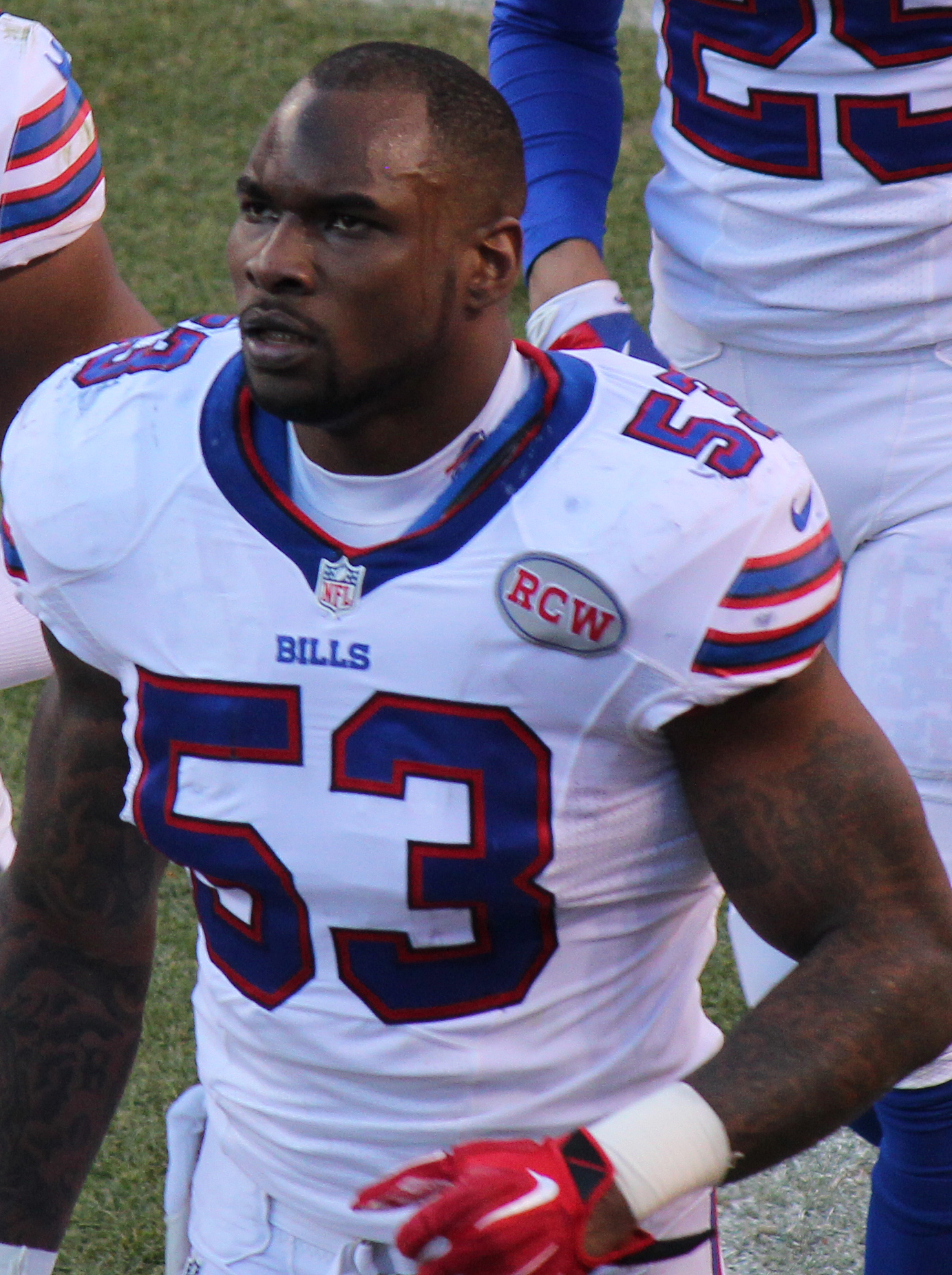
ビルズ時代のブラッドハム

2012年のNFLドラフト4巡105位でバッファロー・ビルズに指名されて入団した。
プロ入りまではストロングサイドラインバッカーを務めたことがないが、ポテンシャルの高さから、ビルズのチャン・ゲイリーヘッドコーチらから、ウィークサイドだけでなく、ストロングサイドでの起用が検討された。5月10日、ビルズと4年256万ドルで契約を結んだ。トレーニングキャンプでは、アーサー・モーツ、クリス・ホワイト、タンク・カーダー、ブライアン・スコット、ダニー・バッテンとロースタースポットを争い、ストロングサイドLBのモーツの控えとなった。第6週のアリゾナ・カージナルス戦で初先発を果たした。第17週のニューヨーク・ジェッツ戦でシーズン最多の11タックルをあげた。チームは6勝10敗でプレーオフ出場を逃し、チャン・ゲイリーヘッドコーチは解任された。この年彼は先発11試合を含む全16試合に出場し、57タックルをあげた。
2013年、インディアナポリス・コルツにトレードされたケルビン・シェパードの後釜として、ミドルラインバッカーとして期待された。新人のキコ・アロンゾ、モーツ、スコットとのポジション争いの結果、ダグ・マローンヘッドコーチからアウトサイドラインバッカーのモーツ、マニー・ローソンの控えとなった。この年は第14週のタンパベイ・バッカニアーズ戦で初めて先発出場したが、翌週は再び控えとなった。第17週のニューイングランド・ペイトリオッツ戦でシーズン最多の10タックルをあげた。この年全16試合に出場し、51タックル（29ソロタックル）をあげた。
2014年、アロンゾがACLを断裂、モーツはフリーエージェントでピッツバーグ・スティーラーズに去り、ローソンはディフェンシブエンドにコンバートされ、先発ウィークサイドラインバッカーと期待された。7月30日に前年8月のマリファナ不法所持に対してNFLから1試合の出場停止処分が科された。この年、キース・リバース、ブランドン・スパイクスとともに先発LBを務めた。第3週のサンディエゴ・チャージャーズ戦でシーズン最多の12タックルをあげた。第4週のヒューストン・テキサンズ戦では元チームメートのライアン・フィッツパトリックを相手に1.5サック、1インターセプトをあげた。第3Qにインターセプトした際、負傷してその試合の残り、翌週のデトロイト・ライオンズ戦を欠場した。第10週のニューヨーク・ジェッツ戦でシーズン最多の10ソロタックルをあげた。第13週のクリーブランド・ブラウンズ戦ではシーズン最多の12タックルをあげた。この年14試合に先発出場し、自己ベストの104タックル、2.5サック、1インターセプトをあげた。チームは9勝7敗で終わり、翌年1月1日にダグ・マローンヘッドコーチは辞任した。ジム・シュウォルツに代わってデニス・サーマンが守備コーディネーターに就任、これまでの4-3ディフェンスから3-4ディフェンスにシステムを変えた。レックス・ライアンヘッドコーチより、プレストン・ブラウンとともに先発インサイドラインバッカーに指名された。インディアナポリス・コルツとの開幕戦では8タックルをあげるともに、アンドリュー・ラックをサックした。第4週のニューヨークジャイアンツ戦ではシーズン最多の8タックルをあげた。11月29日のカンザスシティ・チーフス戦で足首を負傷したため、シーズン最後の5試合を欠場した。この年11試合に先発出場し、59タックル、1サックをあげた。ビルズでの4シーズンで彼は38試合の先発出場を含む57試合に出場し、242タックル（154ソロタックル）、3.5サック、2ファンブルフォース、1インターセプトをあげた。
シーズン終了後、無制限フリーエージェントとなり、フィラデルフィア・イーグルス、タンパベイ・バッカニアーズ、クリーブランド・ブラウンズ、ジャクソンビル・ジャガーズが彼に興味を持った。

### フィラデルフィア・イーグルス
2016年3月9日、フィラデルフィア・イーグルスと2年700万ドル（450万ドルの保証、150万ドルのサインボーナス）で契約を結んだ。イーグルスの守備コーディネーターはジム・シュウォルツであり、2014年ブラッドハムは、彼の下でプレーしていた。この年、ストロングサイドラインバッカーにブラッドハム、ウィークサイドラインバッカーにマイカル・ケンドリクス、ミドルラインバッカーにジョーダン・ヒックスが先発として起用された。
第2週のシカゴ・ベアーズ戦では第3Qにジェイ・カトラーのパスをインターセプト、カトラーはそのプレーでブライアン・ホイヤーと交代させられたた。第7週のミネソタ・バイキングス戦では7タックル、1サックの活躍でチームは21-10と勝利した。第16週のニューヨーク・ジャイアンツ戦ではシーズン最多の14タックルをあげた。この年全16試合に先発出場し、102タックル（69ソロタックル）、2サック、1インターセプトをあげた。ランディフェンス、パスディフェンスいずれでも活躍した彼は、プロフットボールフォーカスから、この年のLBの中でNFL9位に評価された
2017年もケンドリクス、ヒックスとともに先発LBを務めた。10月23日のワシントン・レッドスキンズ戦でヒックスがアキレス腱を断裂し、シーズン絶望となってからは最も信頼されるLBであった。第15週のニューヨーク・ジャイアンツ戦でシーズン最多の11タックルをあげた。イーグルスは、プレーオフの第1シードをすでに確保したため、最終週のダラス・カウボーイズは欠場した。チームは13勝3敗でNFC東地区優勝、プレーオフのホームフィールドアドバンテージを得た。1月13日のアトランタ・ファルコンズ戦で自身初のプレーオフに出場、4タックル、1サックでチームは15-10で勝利した。NFCチャンピオンシップゲームでミネソタ・バイキングスに38-7で勝利、第52回スーパーボウルでは7タックルをあげ、チームは41-33でニューイングランド・ペイトリオッツを破った。
2018年3月14日、イーグルスと5年4000万ドルで契約を結んだ。6月29日、NFLより2016年7月にマイアミビーチの警察に逮捕された行為を理由に開幕から1試合の出場停止処分を受けた。

## 人物
優れたLBであるが、2017年までのシーズンでわずか2インターセプトしかしておらず、2017年シーズンには何度もインターセプトの機会を逃している。
2017年7月、ホテルで起こした事件で、暴行および脅迫の加重罪で逮捕された。さらに同年10月3日、銃の不法所持を理由にマイアミ国際空港で逮捕された。